# Johan Olsson (maratonlöpare)
Johan Olsson, född 1977 i Borlänge, är en svensk maratonlöpare. Han har representerat Spårvägens FK och dessförinnan Kvarnsvedens FK.
Johan Olsson har vunnit Kiel Marathon och Östersund Marathon 2007.